# Stekning

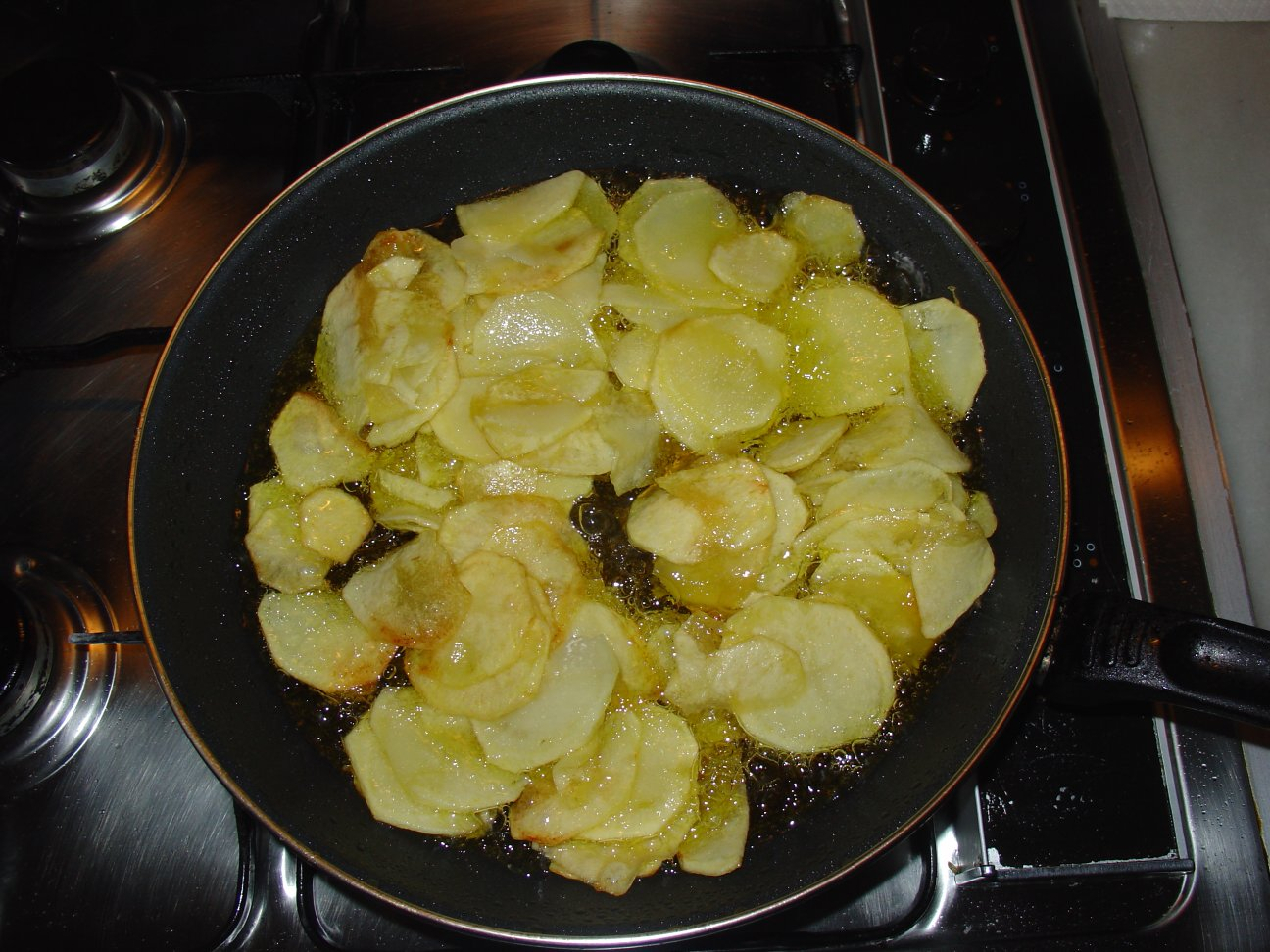
Stekning av potatis.

Stekning är en matlagningsmetod som innebär att matvaran läggs på en het yta, oftast en stekpanna eller ett stekbord. För att undvika att det som steks bränns fast kan man tillsätta matfett.
Feta matvaror, till exempel bacon, kan stekas i sitt eget fett. Lättare stekning på lägre temperatur eller under kortare tid kallas bryning.
Grundidén med stekning är att få en stekyta på matvaran för att på så vis fördjupa och förbättra smaken genom kemiska reaktioner, till exempel maillardreaktionen för kött. En uppfattning är att man försluter porer på köttet vid bryning så att köttsaften stannar kvar i det. I själva verket tappar köttet mer vätska vid förfarandet än om man kokar eller ugnssteker det, men bryningen anses förbättra smaken i så hög grad att det är värt förlusten av vätska.
Moderna stekpannor kan ha en extra hal yta, med teflon eller liknande specialpolymer. Den hala ytan ersätter mer eller mindre behovet av matfett.
Vid hård stekning, speciellt av kött och fisk, kan det bildas stekytemutagener, vilket är ämnen som kan inverka negativt på kroppens celler. Riskerna med dessa ämnen är inte helt klarlagda, men det finns trots det allmänna hälsorekommendationer att undvika alltför flitig konsumtion av hårt stekt föda.

## Halstring, sotning
Att halstra eller sota är benämningar på en teknik då en råvara steks i panna eller på (grill)galler på hög värme utan fett. Tekniken ger råvaran en lätt rökt smak och är vanlig vid tillagning av t.ex. feta fiskar som röding eller andra laxfiskar.